# Laurens (South Carolina)
Laurens ist eine Stadt (city) im US-Bundesstaat South Carolina. Sie ist der Verwaltungssitz (County Seat) des Laurens County. Das U.S. Census Bureau hat bei der Volkszählung 2020 eine Einwohnerzahl von 9.335 ermittelt. Sie ist Teil der Greenville-Mauldin-Easley Metropolitan Statistical Area.

## Geschichte
Die in der Upstate-Region von South Carolina gelegene Stadt Laurens ist nach Henry Laurens benannt, einem Kaufmann und Reispflanzer aus South Carolina, der zu den reichsten Sklavenhändlern Amerikas gehörte. Er war ein Delegierter und zweiter Präsident des Kontinentalkongresses und diente als Diplomat.
Laurens wurde durch einen Akt der Generalversammlung am 15. März 1785 als Standort für kommerzielle Aktivitäten gegründet. Es war einer der sechs Countys, die aus dem Old Ninety-Six District of South Carolina entstanden. Laurens hieß ursprünglich Laurensville. Am 15. Dezember 1845 wurde eine Charter mit dem Namen Laurensville ausgestellt. Die erste Erwähnung der Stadt mit dem Namen Laurens war in einer Charta von 1873. Die Stadt Laurens wurde 1900 und 1916 gechartert.
Die ersten Bewohner von Laurens waren die Cherokee-Indianer. Sie nutzten das Land als ihr Jagd- und Kampfgebiet. Es wurden Beweise für zerbrochene Scherben, Waffen und ein Hügel gefunden, die mit der Cherokee-Kultur auf dem Land, das jetzt Laurens heißt, in Verbindung stehen. Es wurden viele Verträge mit den Cherokee über das Land, das als Laurens County bekannt ist, geschlossen, die auf das Jahr 1721 zurückgehen. Vor der Amerikanischen Revolution ließen sich Tausende von Einwanderern, hauptsächlich aus Schottland und Irland, im Laurens County nieder. Später entwickelte sich Laurens zu einem wichtigen Knotenpunkt des Handels im kolonialen Amerika. In der Schlacht von Musgrove Mill wurde Laurens Zeuge heftiger Kämpfe.
Im Jahr 1790, nach dem Revolutionskrieg, wurde Laurens zum Sitz des Countys gewählt. Wie in anderen Städten des Südens war Baumwolle die Haupternte. Die hohe Baumwollproduktion führte zu einem wirtschaftlichen Aufschwung und zu einem erheblichen Anstieg der afroamerikanischen Bevölkerung durch den Einsatz afrikanischer Sklaven auf den Baumwollplantagen. Der wirtschaftliche Aufschwung lockte wohlhabende Unternehmer und Geschäftsleute nach Laurens. Der spätere Präsident Andrew Johnson arbeitete von 1824 bis 1826 als Schneider in der Innenstadt von Laurens.
Vor dem Beginn des Amerikanischen Bürgerkriegs stellte Laurens eine große Anzahl politischer Führungskräfte für die Staatsregierung. Die Entscheidung des Staates, sich von der Union abzuspalten, wurde von vielen von ihnen beeinflusst. Die Kämpfe des Bürgerkriegs kamen nie an Laurens heran, aber der Ort wurde durch den Zustrom von Flüchtlingen beeinflusst, die aus Charleston flohen, um der vorrückenden Unionsarmee und -marine zu entgehen. Einige der Flüchtlinge ließen sich nach dem Krieg in Laurens nieder.
In den Nachkriegsjahren, der Reconstruction, entwickelte sich die Wirtschaft von Laurens hin zur Industrie. Der wirtschaftliche Aufschwung beruhte auf dem Aufbau der Textil- und Fertigungsindustrie. Die Lauren Cotton Mill wurde 1895 und die Watts Mill 1902 gegründet. Die Laurens Glass Company wurde 1910 gegründet und war über 80 Jahre lang eine der größten Glasfabriken im Südosten. Die Laurens Railroad Company wurde 1847 gechartert. Die Columbia-Newberry-Laurens Railroad und die Charleston-Western Carolina Railroad sind die beiden Hauptverkehrsknotenpunkte der Eisenbahn.

## Demografie
Nach einer Schätzung von 2019 leben in Laurens 8849 Menschen. Die Bevölkerung teilte sich im selben Jahr auf in 53,5 % Weiße, 40,9 % Afroamerikaner, 0,1 % amerikanische Ureinwohner, 0,7 % Asiaten und 3,1 % mit zwei oder mehr Ethnizitäten. Hispanics oder Latinos aller Ethnien machten 3,4 % der Bevölkerung aus. Das mittlere Haushaltseinkommen lag bei 40.738 US-Dollar und die Armutsquote bei 26,2 %.

## Wirtschaft
Die Textil-, Fertigungs- und Glasindustrie waren zu einem bestimmten Zeitpunkt eine wichtige Quelle für die Beschäftigung. Obwohl viele der Textilfabriken und Glasproduktionsanlagen in den letzten 30 Jahren geschlossen wurden, gibt es eine Vielzahl von Industrieunternehmen im County, darunter Unternehmen wie CeramTec, International Paper, Milliken & Co. und andere. Walmart betreibt ein Vertriebszentrum außerhalb der Stadt in der Nähe der Interstate 385, das ein wichtiger Arbeitgeber ist. Die Gegend hat in letzter Zeit mehrere wirtschaftliche Einzelhandelsentwicklungen erlebt und sieht neue Kapitalinvestitionen in der Schwerindustrie, einschließlich einer großen neuen Getriebeproduktionsanlage des deutschen Konzern ZF Friedrichshafen.

## Persönlichkeiten
- Hilary A. Herbert (1834–1919), Politiker, Marineminister im Kabinett von Präsident Grover Cleveland
- Gary Davis (1896–1972), Blues-Gitarrist und Sänger
- Johnny Mars (* 1942), Blues-Musiker, Mundharmonikaspieler und Singer-Songwriter
- James JT Taylor (* 1953), Musiker, R&B-Sänger